# Тюлин, Александр Фёдорович
Алекса́ндр Фёдорович Тю́лин (20 июня 1885, с. Мстёра, Владимирская губерния — 5 ноября 1955, Москва) — советский почвовед, растениевод; профессор, заведующий кафедрой агрохимии (1925–1931), декан агрономического факультета (1926–1927) Пермского университета. Возглавлял в СССР работы по коллоидно-химическому изучению почв; разработал теорию классификации почв.

## Биография
Родился 20 июня 1885 года в слободе Мстёра Вязниковского уезда Владимирской губерния (ныне — посёлок Мстёра Вязниковского района Владимирской области) в крестьянской семье; в XIX веке традиционным промыслом жителей слободы являлось иконописание. С девяти лет покинул дом, трудился на Украине «в людях». Экзамены на аттестат зрелости сдал в 1907 году экстерном.
В 1912 году с отличием окончил физико-математический факультет Петербургского университета. После этого работал в Вологодском молочно-хозяйственном институте, а в 1920 году окончил Московский сельскохозяйственный институт, затем — аспирантуру (ученик академика Д. Н. Прянишникова) и стал специалистом по агропочвоведению.
В 1925–1931 годы — профессор, заведующий кафедрой агрохимии Пермского университета. Активно участвовал в организации агрономического факультета этого института, а в 1926—1927 годы был его деканом. В 1928 году находился в научной командировке в Германии, Швейцарии, Нидерландах.
В 1930–1931 годах А. Ф. Тюлин подвергся необоснованным репрессиям: 15 июля 1930 года он был арестован и 12 февраля 1931 года осуждён; однако дело было прекращено за недоказанностью состава преступления, и в том же 1931 году он был освобождён с полной реабилитацией.
С 1932 года — сотрудник Всесоюзного института удобрений и агропочвоведения, где заведовал организованной им лабораторией почвенных коллоидов. С 1950 года работал в Институте леса АН СССР.
Заслуженный деятель науки РСФСР (1946). Награждён медалями «За доблестный труд в Великой Отечественной войне 1941—1945 гг.» и «В память 800-летия Москвы».
Скончался 5 ноября 1955 года. Похоронен на Ваганьковском кладбище в Москве (участок 15).
А. Ф. Тюлин был женат на Вере Павловне Тюлиной, дочери пензенского священника Сердобольского, которая окончила Петербургские высшие женские курсы и всю жизнь проработала учительницей географии и астрономии в средней школе. В их семье было трое детей, в том числе Георгий Александрович Тюлин (позднее — учёный в области ракетно-космической техники, профессор МГУ, генерал-лейтенант) и Ирина Александровна Тюлина (позднее — учёный-механик и историк науки, доцент МГУ).

## Научная деятельность
А. Ф. Тюлин возглавлял проводившиеся в СССР работы по коллоидно-химическому изучению почв; разработал теорию классификации почв. В годы Великой Отечественной войны работал в Омске, изучал агрономические свойства чернозёмов Западной Сибири и районов Европейской части СССР. Во время работы в Институте леса исследовал проблемы обмена веществ между лесной растительностью и почвой и генезиса соотношения между группами коллоидных частиц почвы.
А. Ф. Тюлин — автор около 100 научных трудов; одна из обобщающих работ А. Ф. Тюлина опубликована в книге «Коллоидно-химическое изучение почв в агрономических целях» (1946).

## Работы
Монография «Органоминеральные коллоиды в почве» (1954). Статьи, очерки и доклады (1923—1955): «Значение почвенного поглощающего комплекса для познания некоторых физических свойств почвы», «Методы пептизационного анализа в связи с вопросом об общих закономерностях в химических и физических свойствах почв», «О применении минеральных удобрений», «Коллоидно-химические основы для агрономической оценки почв», «Вопросы почвенной структуры в лесу» и др.
- Тюлин А. Ф. Вопросы почвенной структуры. М., 1929. 23 с.
- Тюлин А. Ф. Коллоидно-химическое изучение почв в агрономических целях. М., 1946. 94 с. // Труды Всесоюзного НИИ удобрений, агротехники и агропочвоведения им. К. К. Гедройца. Вып. 27. То же: .